# Ígor Nóvikov
Igor Novikov (en rus: Игорь Новиков; en armeni: Իգոր Նովիկով) (Drezna, Unió Soviètica 1929 - Sant Petersburg, Rússia 2007) fou un pentatleta modern soviètic, guanyador de quatre medalles olímpiques.

## Biografia
Va néixer el 19 d'octubre de 1929 a la ciutat de Drezna, població situada a l'óblast de Moscou, que en aquells moments formava part de la Unió Soviètica i que avui en dia forma part de Rússia, en una família d'origen armeni.
Va morir el 30 d'agost de 2007 a la ciutat russa de Sant Petersburg.

## Carrera esportiva
Va participar, als 22 anys, en els Jocs Olímpics d'Estiu de 1952 realitzats a Hèlsinki (Finlàndia), on finalitzà quart en la prova individual i cinquè en la prova per equips. En els Jocs Olímpics d'Estiu de 1956 realitzats a Melbourne (Austràlia) aconseguí guanyar la medalla d'or en la prova per equips i finalitzà quart en la prova individual. En els Jocs Olímpics d'Estiu de 1960 realitzats a Roma (Itàlia) aconseguí guanyar la medalla de plata en la prova masculina per equips i fou cinquè en la prova individual. En els Jocs Olímpics d'Estiu de 1964 realitzats a Tòquio (Japó) aconseguí guanyar dues medalles: la medalla de plata en la prova individual i la medalla d'or en la prova per equips.
Al llarg de la seva carera guanyà 15 medalles en el Campionat del Món de penatló modern, entre elles nou medalles d'or, cinc medalles de plata i una medalla de bronze.
L'any 1988 va esdevenir president de la Unió Internacional de pentatló modern, càrrec que va ocupar fins al 1992.